# Supraconducteur de type II

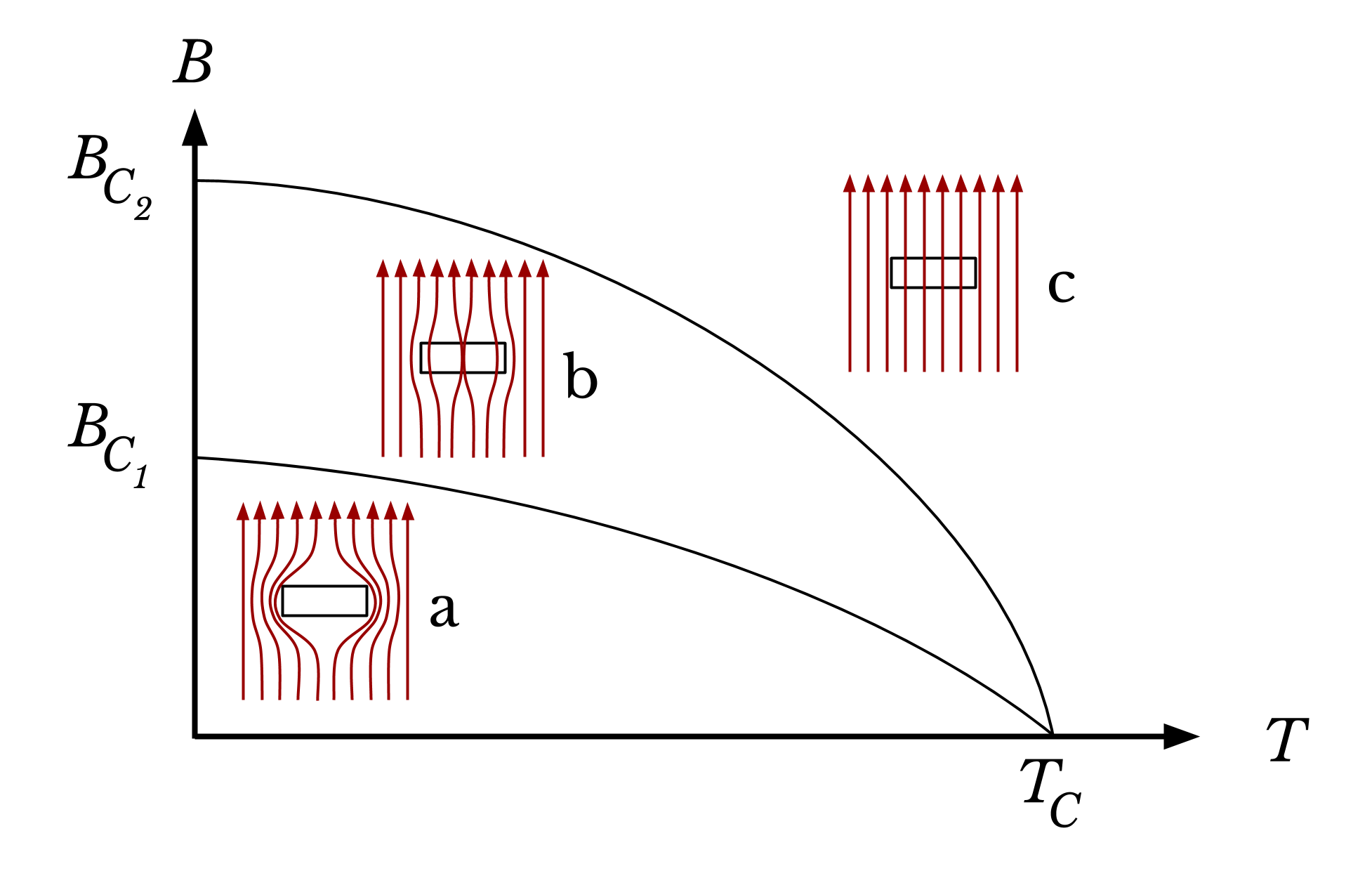
Comportement supraconducteur sous champ magnétique et température variables. Le graphique montre le flux magnétique B en fonction de la température absolue T. Les densités de flux magnétique critiques B_{C1} et B_{C2} et la température critique T_{C} sont indiquées. Dans la région inférieure de ce graphique, les supraconducteurs de types I et II présentent l'effet Meissner (a). Un état mixte (b), dans lequel certaines lignes de champ sont capturées dans des tourbillons de champ magnétique, se produit seulement dans les supraconducteurs de type II dans une région limitée du graphique. Au-delà de cette région, les propriétés supraconductrices disparaissent, et le matériau se comporte comme un conducteur normal (c).

En supraconductivité, un supraconducteur de type II est un supraconducteur qui présente une phase intermédiaire de propriétés ordinaires et supraconductrices mixtes à une température intermédiaire et à des champs supérieurs aux phases supraconductrices. Il présente également la formation de tourbillons de champ magnétique en présence d'un champ magnétique externe appliqué. Cela se produit au-dessus d’une certaine intensité de champ critique Hc1. La densité des tourbillons augmente avec l’augmentation de l’intensité du champ. À un champ critique plus élevé Hc2, la supraconductivité est détruite. Les supraconducteurs de type II ne présentent pas un effet Meissner complet.

## Histoire
En 1935, J.N. Rjabinin et Lev Choubnikov (en), ont découvert expérimentalement les supraconducteurs de type II. En 1950, la théorie des deux types de supraconducteurs a été développée par Lev Landau et Vitaly Ginzburg dans leur article sur la théorie de Ginzburg-Landau. Dans leur argumentation, un supraconducteur de type I avait une énergie libre positive de la frontière entre le supraconducteur et le métal normal. Ginzburg et Landau ont souligné la possibilité de supraconducteurs de type II qui devraient former un état inhomogène dans des champs magnétiques puissants. Cependant, à cette époque, tous les supraconducteurs connus étaient de type I, et ils ont fait remarquer qu’il n’y avait aucune motivation expérimentale pour considérer la structure précise de l’état supraconducteur de type II. La théorie du comportement de l’état supraconducteur de type II dans le champ magnétique a été grandement améliorée par Alexei Alexeyevich Abrikosov, qui développait les idées de Lars Onsager et de Richard Feynman sur les tourbillons quantiques dans les superfluides. La solution d’un tourbillon quantique dans un supraconducteur est également très étroitement liée aux travaux de Fritz London sur la quantification du flux magnétique dans les supraconducteurs. Le prix Nobel de physique a été décerné en 2003 pour la théorie de la supraconductivité de type II.

## État vortex

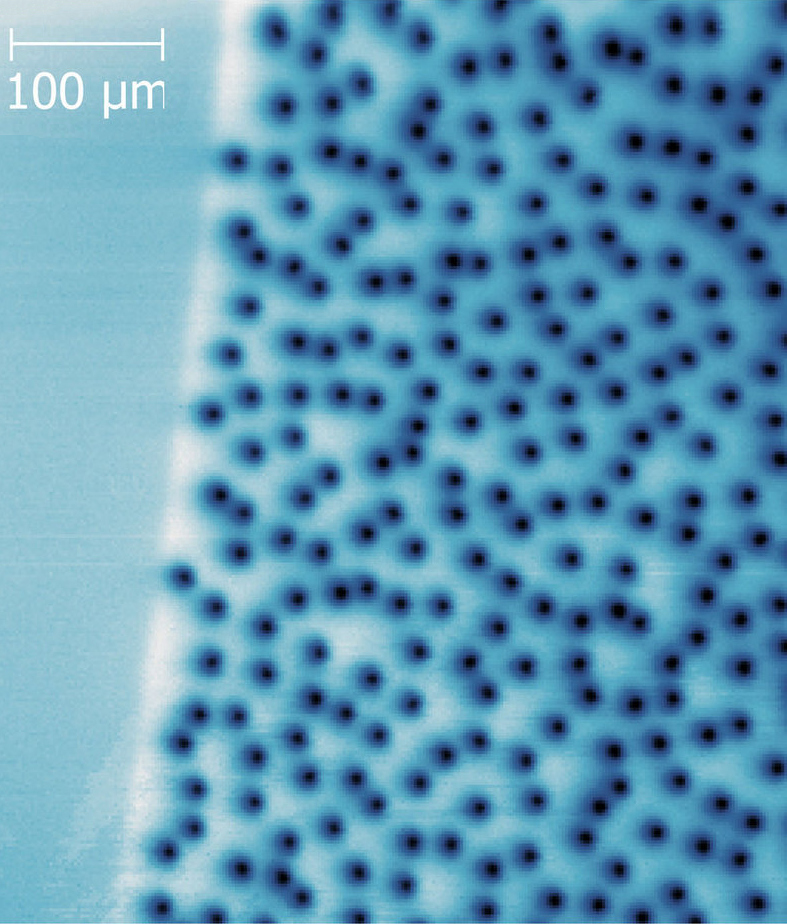
Tourbillons quantiques dans un film de YBCO de 200 nm d'épaisseur imagé en.

La théorie de Ginzburg-Landau a introduit la longueur de cohérence supraconductrice ξ en plus de la profondeur de pénétration du champ magnétique de London λ. Selon la théorie de Ginzburg-Landau, dans un supraconducteur de type II, on a : {\displaystyle \lambda /\xi >1/{\sqrt {2}}}. Ginzburg et Landau ont montré que cela conduit à une énergie négative de l’interface entre les phases supraconductrices et normales. L’existence de l’énergie d'interface négative était également connue depuis le milieu des années 1930 grâce aux premiers travaux des frères London. Une énergie d’interface négative suggère que le système devrait être instable par rapport à l’optimisation du nombre de ces interfaces. Cette instabilité n’a pas été observée jusqu’aux expériences de Choubnikov en 1936 où deux champs critiques ont été trouvés.
En 1952, une observation de supraconductivité de type II a également été rapportée par Zavaritskii. Fritz London a démontré, qu’un flux magnétique peut pénétrer un supraconducteur via un défaut topologique qui a un enroulement de phase entier et transporte un flux magnétique quantifié. Onsager et Feynman ont démontré que des tourbillons quantiques devraient se former dans les superfluides,.
Un article de 1957 de A. A. Abrikosov généralise ces idées. Dans la limite d’une très courte longueur de cohérence, la solution du vortex est identique à celle du fluxoïde de London, où le coeur du tourbillon est approximé par une coupure nette plutôt que par une disparition progressive du condensat supraconducteur près du centre du tourbillon. Abrikosov a découvert que les tourbillons s’organisent en un réseau régulier connu sous le nom de réseau de tourbillons. Près d’un champ magnétique critique supérieur, le problème d’un supraconducteur dans un champ externe est équivalent au problème de l’état vortex dans un superfluide en rotation, discuté par Lars Onsager et Richard Feynman.

### Épinglage de flux
Dans l’état vortex, un phénomène connu sous le nom d’épinglage de flux (en) devient possible. Cela n’est pas possible avec les supraconducteurs de type I, car ils ne peuvent pas être pénétrés par les champs magnétiques.
Si un supraconducteur est refroidi dans un champ magnétique, le champ peut être piégé, ce qui peut permettre au supraconducteur d’être suspendu au-dessus d’un aimant, avec le potentiel d’un joint ou d'un roulement sans frottement. La propriété d'épinglage de flux est visible à travers de nombreuses implémentations telles que des ascenseurs, des joints sans frottement et du transport. Plus la couche supraconductrice est mince, plus l'épinglage qui se produit lorsqu’elle est exposée à des champs magnétiques est fort.

## Matériaux
Les supraconducteurs de type II sont généralement constitués d’alliages métalliques ou de céramiques d’oxydes complexes. Tous les supraconducteurs à haute température sont des supraconducteurs de type II. Alors que la plupart des supraconducteurs élémentaires sont de type I, le niobium, le vanadium et le technétium sont des supraconducteurs élémentaires de type II. Le diamant dopé au bore et le silicium sont également des supraconducteurs de type II. Les supraconducteurs en alliage métallique peuvent également présenter un comportement de type II (par exemple, le niobium-titane, l’un des supraconducteurs les plus courants dans la supraconductivité appliquée), ainsi que des composés intermétalliques comme le niobium-étain.
D’autres exemples de type II sont les matériaux céramiques cuprates-pérovskites qui ont atteint les températures critiques supraconductrices les plus élevées. Il s’agit notamment de La1,85Ba0,15CuO4, BSCCO et YBCO (oxyde mixte de baryum, de cuivre et d'yttrium), qui est connu comme le premier matériau à atteindre une supraconductivité au-dessus du point d’ébullition de l’azote liquide (77 K). En raison du fort épinglage de flux, les cuprates sont proches des supraconducteurs idéalement durs.

## Utilisations notables
Les électroaimants supraconducteurs puissants (utilisés dans les scanners IRM, les appareils RMN et les accélérateurs de particules) utilisent souvent des bobines enroulées de fils de niobium-titane ou, pour les champs supérieurs, de fils de niobium-étain. Ces matériaux sont des supraconducteurs de type II avec un champ critique supérieur Hc2 important, mais contrairement aux supraconducteurs cuprates ayant un Hc2 encore plus élevé, ils peuvent être facilement transformés en fils. Récemment, cependant, les bandes supraconductrices de 2e génération permettent de remplacer les fils à base de niobium moins chers par des bandes de « 2e génération » beaucoup plus chères, mais supraconductrices à des températures et avec des champs magnétiques beaucoup plus élevés.